# ¡Vivan los novios!
¡Vivan los novios! (1970) es una película de comedia negra dirigida por Luis García Berlanga, con guion de Rafael Azcona y Luis García Berlanga. Se trata de la primera película en color del director valenciano. Fue candidata a la Palma de Oro a la mejor película en el Festival de Cannes en 1970. Se estrenó en Madrid el 20 de abril de 1970 y se mantuvo en cartel hasta el 23 de mayo. Aunque la película está localizada en la Costa Brava de Gerona, se rodó íntegramente en la población de Sitges, Barcelona.

## Argumento
(Este argumento contiene el final de la película)
Leonardo, empleado de un banco de provincias, viaja a la Costa Brava con su madre para casarse con Loli, dueña de una tienda de souvenirs, con la que mantiene relaciones formales desde hace años. Leonardo es un hombre reprimido, que tiene fantasías eróticas con mujeres jóvenes, rubias y extranjeras. En su última noche como soltero, decide salir en busca de una aventura. La noche no se desarrollará como él se esperaba y, después de la negativa de varias chicas, vuelve al apartamento. Al volver a casa se encuentra el cadáver de su madre en una piscina de plástico. Ante tal suceso, su novia y su cuñado deciden ocultar el cadáver, ya que ella no está dispuesta a retrasar la boda. Tras la boda, tienen que resolver el problema de la difunta madre de Leonardo. Su ya mujer, Loli, y su cuñado Paco deciden, sin la aprobación de nuestro protagonista, arrojar el cadáver al mar. Sin embargo, un pescador la encuentra al quedar prendida en un arpón. Finalmente, y tras una noche de duelo, se procede a un majestuoso entierro.

## Reparto
- José Luis López Vázquez en el papel de Leonardo.
- Laly Soldevila en el papel de Loli.
- José María Prada en el papel de Pepito.
- Manuel Alexandre en el papel de Carlos.
- Víctor Israel en el papel de Vicente.
- Romy en el papel de Monique.
- Jane Fellner en el papel de la pintora irlandesa.
- Teresa Gisbert en el papel de Doña Trini.
- Xavier Vivé en el papel de Mr. Calonge.

## Imperio austrohúngaro
A partir de su segundo largometraje, a modo de fetiche o como superstición, Luis García Berlanga incluía siempre en algún momento de los diálogos de sus largometrajes alguna mención al Imperio austrohúngaro, lo que acabó convirtiéndose en un icono de su obra. En ¡Vivan los novios!, la referencia aparece en el minuto 61, cuando el jefe de José Luis López Vázquez recibe como regalo una compañía de soldados de plomo de lanceros del Imperio austrohúngaro.

## Crítica
La película tuvo una mala acogida por la crítica especializada, y pasó prácticamente inadvertida para la mayor parte del público. La mayoría le reprochaba un estilo muy soez y grosero, una planificación descuidada y una historia exagerada. No causó la reacción que se esperaba a unos temas tan conflictivos como el mito de la madre, el matrimonio y la España internacional.
Algunos críticos señalaron que Berlanga se apoyaba en un neorrealismo facilón, a veces vulgar y que se basaba en el chiste fácil. Dijeron que existía una falta total de imaginación y rigor. Se acusó a Berlanga de copiarse a sí mismo. Para muchos fue la película más representativa del absurdo. 
Francisco Perales, en su libro, defiende la película, señalando que «lo que nadie supo descubrir es que Berlanga ofrecía la visión de una España que se esforzaba inútilmente en ser europea e internacional, moderna y vanguardista, pero que, desgraciadamente, resultaba infantil, arcaica y ridícula.»

## Palmarés cinematográfico
- Nominada a la Palma de oro a la Mejor Película en el Festival de Cannes de 1970.
- José Luis López Vázquez nominado al Fotogramas de Plata al Mejor intérprete de cine español en 1971.[6]